# I cavalieri di Ekebù (film)
I cavalieri di Ekebù (Gösta Berlings saga) è un film muto del 1924 diretto da Mauritz Stiller. Il film rappresenta la prima apparizione di Greta Garbo in una pellicola di rilevanza cinematografica. Gösta Berling è interpretato da Lars Hanson, che ritroverà la Garbo nel 1926 a Hollywood nel film La carne e il diavolo. Altri interpreti sono Gerda Lundequist, Jenny Hasselqvist e Mona Mårtenson.

## Trama
Un tempo in Svezia, nella tenuta (fittizia) di Ekebù nel Värmland, un gruppo di cavalieri passa il tempo oziosamente ospiti di Margaretha Samzelius, moglie di un ex maggiore dell'esercito. Un ex pastore luterano, Gösta Berling, intrattiene la compagnia fra sensazionali apparizioni e solenni ubriacature.
Vediamo in un flashback che costui un tempo era ministro in una chiesa luterana e che i problemi con l'alcol ne causarono il doloroso allontanamento, complice anche la sua schiettezza nel denunciare le ipocrisie dei parrocchiani. Esiliato, divenne tutore di Ebba Dohna, figlia illegittima del conte Borg. La moglie di questi sperava in un matrimonio fra l'ex pastore e Ebba in modo da escludere la giovane dall'ereditare la proprietà a favore del proprio figlio Henrik, nel frattempo tornato dall'Italia fresco di nozze con Elizabeth. Quando il passato di Gösta venne a galla Ebba ne rimase sconvolta, e nonostante il tentativo di Elizabeth di intercedere per l'uomo, quest'ultimo decise di allontanarsi per sempre partendo su una slitta. Rischiando di morire congelato nella vastità della tundra, venne trovato da Margaretha Samzelius che lo condusse ad Ekebù accogliendolo fra i propri cavalieri. Tempo dopo Gösta apprese della morte di Ebba, fuggita di casa a causa del suo amore per un uomo.

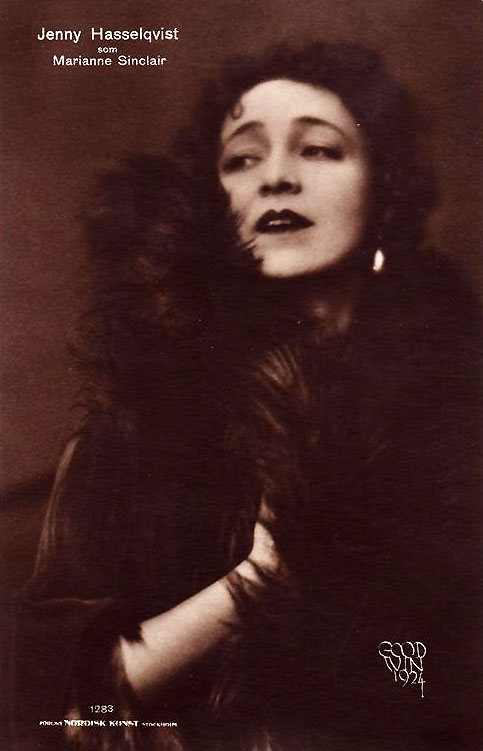
Jenny Hasselqvist interpreta Marianne

Tornati al presente, nel castello di Ekebù si organizza una festa con recita e Gösta in una scena bacia una giovane vicina di casa, Marianne Sinclaire. Il padre della ragazza ne rimane indignato e lascia il castello e in seguito rifiuta di far rientrare nella propria casa Marianne. Alla festa intanto un cavaliere svela il passato di Margaretha e suo marito, il Maggiore, la caccia di casa consegnando il castello ai cavalieri. Gösta esce in cerca della donna ma si imbatte in Marianne accasciata nella neve vicino la casa della sua famiglia. La riporta ad Ekebù in segreto e la ricovera in una stanza poiché malata.
Margaretha, tornata al cottage dove vive la madre, trova quest'ultima morente ma fa in tempo a riconciliarsi con lei. Decisa a espiare le proprie colpe, si ripromette di cacciare i cavalieri da Ekebù.
Nel frattempo nella tenuta di Borg si scopre che il matrimonio fra Henrik ed Elizabeth non è legale fino a che i due non firmeranno alcuni documenti.
A Ekebù Gösta prende in considerazione l'idea di sposare Marianne, ma lei lo respinge poiché il proprio viso è ora sfigurato dal vaiolo.
Margaretha organizza l'incendio dell'ala del castello che ospita i cavalieri, ma le fiamme vanno fuori controllo e insidiano le stanze che accolgono Marianne. Gösta riesce a salvarla mentre il padre della giovane è felice di ritrovarla viva.
Da Borg, alla vista delle fiamme, Elizabeth si dirige verso Ekebù attraverso un lago ghiacciato e incontra Gösta il quale in un impeto di passione propone alla donna di fuggire insieme dal Värmland. Devono però rinunciare perché inseguiti da un branco di lupi.
Tornata a Borg, Elizabeth trova Henrik che le offre di firmare i documenti per legalizzare la loro unione, ma la giovane confessa che non lo ama. Decide quindi di trasferirsi dai Sinclaire e lì diventa buona amica di Marianne. In seguito, durante una visita a Margaretha, confessa di amare Gösta (proprio mentre l'uomo entra nella stanza senza che lei se ne accorga).
Nell'epilogo della storia, Gösta sovraintende alla ricostruzione di Ekebù, che ora ospita lui insieme ad Elizabeth, e nel quale vive anche Margaretha e i cavalieri, di nuovo ispirati da nobili ideali.

## Produzione
Prodotto e distribuito dalla Svensk Filmindustri, venne girato in gran parte a Wira Bruk nel comune di Österåker, nell'Uppland. Altre riprese vennero effettuate a Lidingö e a Forsmark, nella contea di Uppsala, e negli studi di SF a Råsunda.

## Distribuzione
Il film è considerato un classico del cinema svedese ed è la più grande produzione cinematografica di sempre per questo paese. L'adattamento cinematografico di Mauritz Stiller si basa sull'omonimo romanzo di Selma Lagerlöf che però non gradì i cambiamenti fatti per trasformare il libro in un film.
Al momento del suo rilascio nei teatri in Svezia, Finlandia e Norvegia, la pellicola fu divisa in due parti, la prima fu presentata il 10 marzo 1924 (il 9 in Finlandia) e la seconda una settimana dopo. Tuttavia, per la distribuzione internazionale i due film vennero di nuovo montati insieme, e la durata totale fu ridotta da poco più di tre ore a due.
In Germania, dove il film uscì nell'agosto del 1924, Gösta Berlings saga ebbe un grande successo commerciale. Stiller e la Garbo ricevettero offerte cinematografiche importanti, ma alla fine solo la Garbo ebbe l'opportunità di interpretare un ruolo in La via senza gioia, diretto da G. W. Pabst.
Durante un restauro delle copie del film nel 1975, venne composta una musica per pianoforte da Carl-Axel e Monica Dominique.
Nel 1927 il film venne rimontato, quasi dimezzandone la durata. Nel 1933 una versione sonora uscì nelle sale cinematografiche di Stoccolma, con le didascalie rimosse, insieme a ulteriori modifiche e ad alcuni riordini delle scene. La maggior parte del materiale mancante fu ritrovato vent'anni dopo e una versione restaurata con nuove didascalie fu distribuita nelle sale. Lo Swedish Film Institute ha aggiunto frammenti ritrovati nel corso degli anni, ma ancora per il restauro del 1975 mancavano circa 450 metri di pellicola originali.
Nel febbraio 2018 è stato annunciato il completamento di un nuovo restauro. Questa versione è più lunga di 16 minuti rispetto alla precedente e avvicina il film alla sua durata originale.

### Greta Garbo
Nella tarda primavera del 1923, Greta Gustafson ebbe l'opportunità di partecipare a un casting per l'imminente adattamento cinematografico di Gösta Berlings saga insieme alla sua collega Mona Mårtenson. Stiller scoprì nella ragazza, che all'epoca aveva solo diciassette anni, una qualità recitativa che lo spinse a darle l'importante ruolo della contessa Elizabeth. Poco dopo l'inizio delle riprese, Stiller spinse la ragazza ad adottare un nome d'arte. Ci sono diverse versioni su come sia nata la scelta, la più accreditata delle quali è che il nome Garbo sia un'evoluzione da Mona Gabor, che si basava sul suono del nome del re ungherese del XVII secolo Gabor Bethlen. L'attrice acquisì ufficialmente il nome di Greta Garbo con una richiesta presentata dalla madre Anna il 9 novembre 1923 all'Ufficio del Governatore di Stoccolma, approvata il 4 dicembre dal Dipartimento di Giustizia, con validità a decorrere dal 21 dicembre dello stesso anno. La testimone fu Mona Mårtenson.

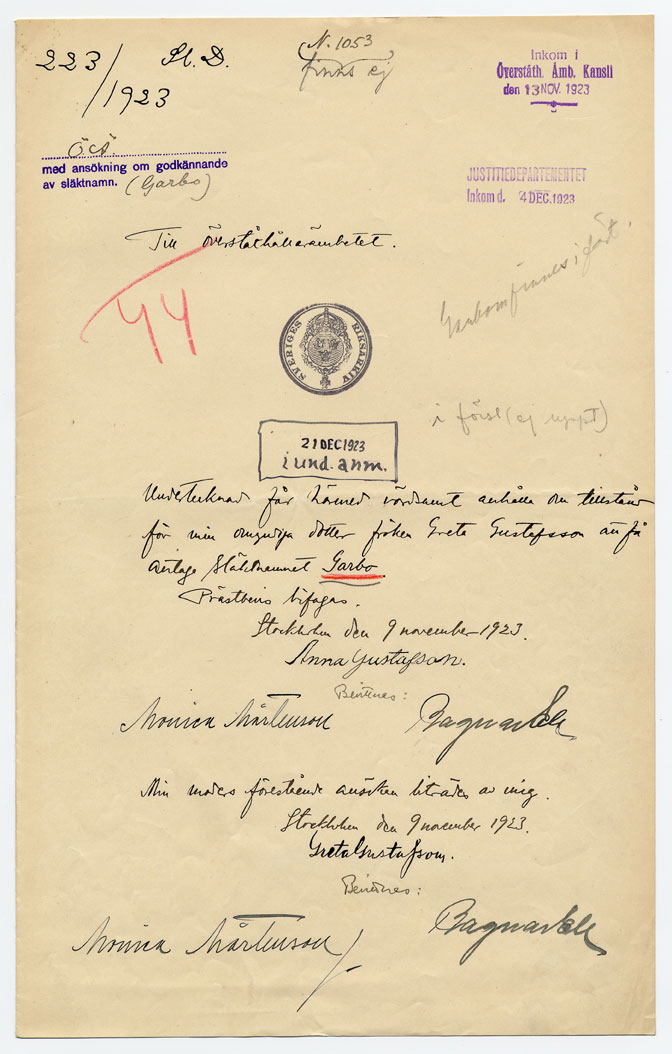
Greta Gustafson diventa Greta Garbo

Le riprese del film si svolsero nell'arco di quasi un anno, e furono un calvario per l'attrice completamente inesperta. Stiller, che come regista era un perfezionista, costrinse Greta ad obbedire incondizionatamente alle sue istruzioni. Attraverso infinite ripetizioni di singole scene guidò la giovane attrice nella direzione desiderata.
Al momento della sua presentazione, il programma del film sottolineava come: "...Stiller ha scelto due ruoli con giovani studentesse della nostra Royal Drama Academy: Mona Mårtenson e Greta Garbo. Cosa sono queste giovani ragazze affascinanti se non argilla nelle mani del maestro scultore? E l'argilla non vale forse quanto le mani che la modellano? In pochi anni Greta Garbo diventerà famosa e ammirata in tutto il mondo, perché possiede il dono della bellezza, una bellezza rara, personale e peculiare".